# نورمن هولتر
 نورمن هولتر (انگلیسی: Norman Holter؛ زاده ۱ فوریهٔ ۱۹۱۴ درگذشته ۲۱ ژوئیهٔ ۱۹۸۳) یک فیزیک‌دان، و زیست شناس اهل ایالات متحده آمریکا بود.